# Historisch archief van de stad Keulen

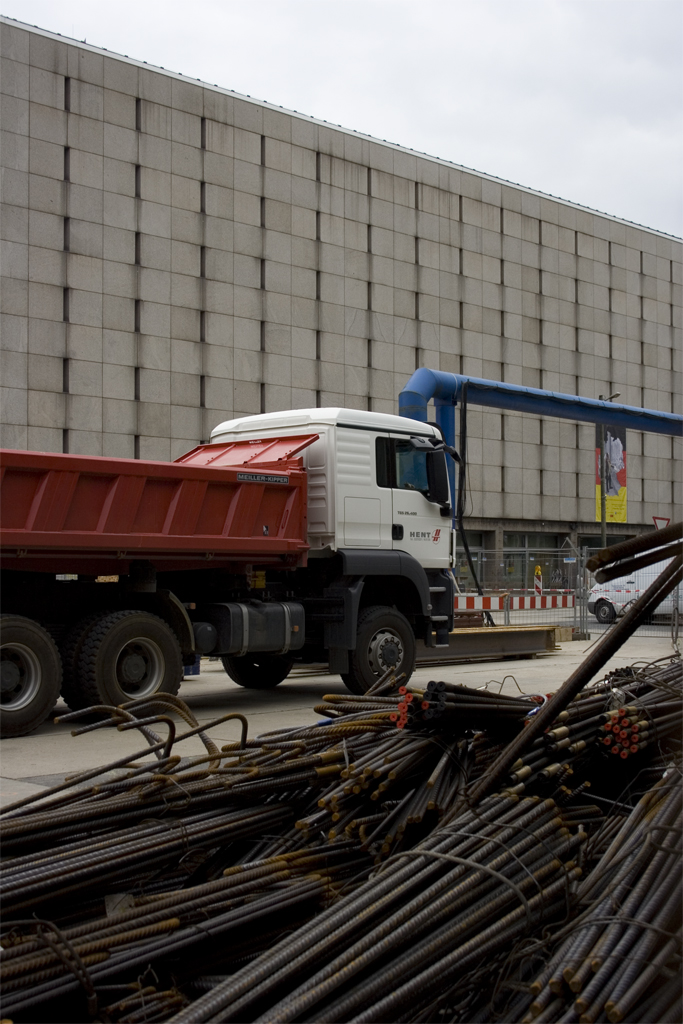
Voor de instorting, 2008

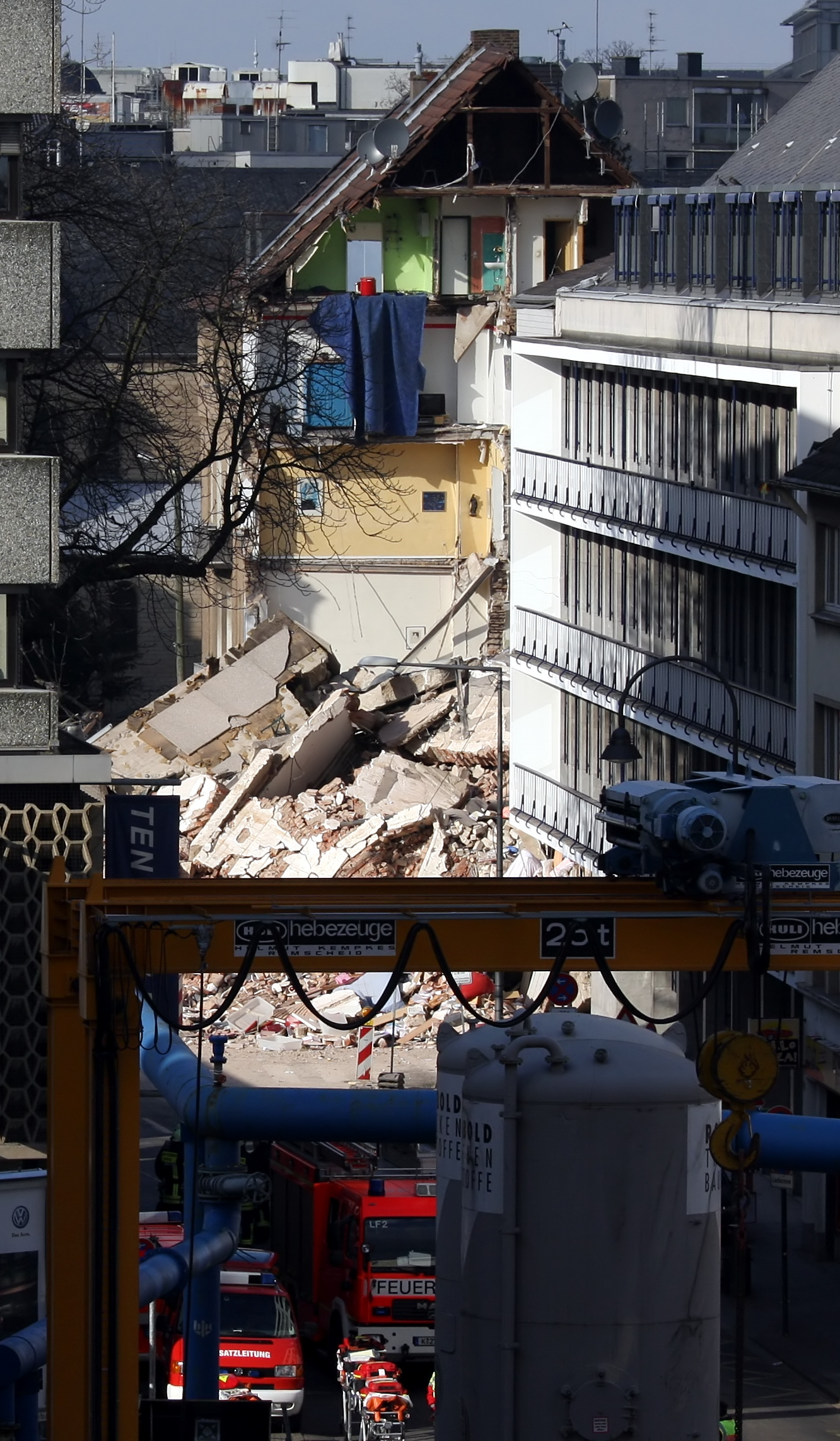
Na de instorting, 2009

Het historisch archief van de stad Keulen (Duits: Historisches Archiv der Stadt Köln) is het stadsarchief van de stad Keulen. Het geldt als een van de belangrijkste historische archieven in Duitsland. Het zes verdiepingen tellende gebouw werd in 1971 onder leiding van architect Fritz Haferkamp aan de Severinstraße gebouwd. Het gebouw stortte op 3 maart 2009 volledig in. Inmiddels is men begonnen met nieuwbouw voor de grotendeels geredde, maar nog te restaureren collecties.

## Collectie
De omvang van het archief tot aan de instorting van het gebouw was enorm. Het beschikte over:
- 65.000 oorkonden vanaf het jaar 922
- 26 strekkende kilometer documenten
- 104.000 kaarten en plannen en 50.000 plakkaten
- 800 private nalatenschappen en verzamelingen

Na de instorting kon zo'n 95 procent van de stukken gered worden.

### Belang voor de Nederlanden
Het archief van het Hanzekantoor van Brugge werd in 1594 van Antwerpen naar Keulen als dichtstbijgelegen Hanzestad overgebracht. Keulen bleef ook nadien nauwe economische en politieke banden onderhouden, zowel met de Nederlandse Republiek als met de Zuidelijke Nederlanden. Het archief bevat daarom ontelbare documenten in het Nederlands en het Nederduits.

## Instorting
Door een aardverschuiving stortte het gebouw met twee aangrenzende bouwwerken op 3 maart 2009 volledig in. Daarbij vielen twee doden. Vermoedelijk zijn werkzaamheden aan de Keulse Noord-Zuidmetrolijn de oorzaak van het ongeval. Onder de gebouwen was de grond met het grondwater weggespoeld, mogelijk door een gat in de buitenste damwand van de bouwput aan de Waidmarkt. Uit het onderzoek naar de oorzaak van het instorten bleek er van alles mis bij de bouw van de metrotunnel. Zo bleek er op grote schaal te zijn gerommeld met meetgegevens en was er sprake van diefstal van stalen beugels die de betonwanden bijeenhouden.

### Reconstructie
Er wordt nu gewerkt aan de opbouw van een digitale bibliotheek met foto's van archiefstukken om hiermee een deel van de bestanden van het stadsarchief te reconstrueren. Verder blijkt het merendeel van de stukken uit de krater onder het gebouw gered te zijn. Restauratie zal nog jaren duren.